# Зеленорощинское сельское поселение (Лениногорский район)
Зеленорощинское сельское поселение Лениногорского района расположено на Юго-Востоке Республики Татарстан в 37 км от города Лениногорска.

## География
Зеленорощинское сельское поселение расположено на склонах Бугульминско-Белебеевской возвышенности, в 37 км от города Лениногорска у слияния реки Шешма и реки Лесная Шешма (бассейн Камы). Сельское поселение граничит на севере — со Староиштерякским сельским поселением, на востоке — с Шугуровским и Туктарово-Урдалинским сельскими поселениями, на юге — с Самарской областью, на западе — с Новоиштерякским сельским поселением.
На территории сельского поселения располагаются месторождения песка, глины и щебня.

## Демография
| 2010 | 2011 | 2012 | 2013 | 2014 | 2015 | 2016 |
| ---- | ---- | ---- | ---- | ---- | ---- | ---- |
| 907  | ↘903 | ↘877 | ↗878 | ↘852 | ↘839 | ↘793 |
| 2017 | 2018 |      |      |      |      |      |
| ↘778 | ↘758 |      |      |      |      |      |

Национальный состав:
|         | Зелёная Роща | Спиридоновка |
| ------- | ------------ | ------------ |
| татары  | 73,9 %       | 2,9 %        |
| мордва  | 12,0 %       | 81,5 %       |
| русские | 11,1 %       | 12,2 %       |
| чуваши  | 1,4 %        | 1,7 %        |
| другие  | 1,6 %        | 1,7 %        |

## Экономика
Основным предприятием на территории Зеленорощенского сельского поселения является — Региональный производственный комплекс «Зеленогорский» ООО «Союз — Агро». Сельское хозяйство ориентировано на животноводство и растениеводство.